# Paul Ableman
Paul Ableman (13 de junio de 1927-25 de octubre de 2006) fue un dramaturgo y novelista inglés.Fue un escritor independiente que escribió sobre todo obras de ficción y novelas de tipo erótico, aunque también se dedicó a temas de no ficción.
Ableman nació en Leeds, Yorkshire, en el seno de una familia judía, y creció principalmente en Nueva York. Posteriormente, se instaló en el barrio de Hampstead, Londres, en el Reino Unido. Su padre era sastre y su madre era actriz. Ableman se casó dos veces, primero en 1958 con Tina Carrs-Brown, con la cual tuvo un hijo, y en segundas nupcias en 1978 con Sheila Hutton-Fox, con quien tuvo otro hijo. Murió en 2006.
Ableman era de ascendencia judía, ruso de parte paterna y alemán de parte materna.

## Libros
- I Hear Voices (1958)
- As Near As I Can Get (1962)
- Vac (1968)
- The Twilight of the Vilp (1969)
- Bits: Some Prose Poems (1969)
- The Mouth and Oral Sex (1969, psicología)
- Tornado Pratt (1978, novela)
- Porridge: The Inside Story (1979)
- Shoestring (1979)
- Shoestring's Finest Hour (1980)
- County Hall (1982)
- The Doomed Rebellion (1983)
- Straight Up: The Autobiography of Arthur Daley (1991)
- Waiting for God (1994)

## Obras de teatro
- Green Julia  (1966)
- Tests (obras curtas) (1966)
- Blue Comedy: Madly in Love, Hawk's Night (1968)